# Paesaggio culturale dei ǂKhomani
Il paesaggio culturale dei ǂKhomani comprende una vasta area di 959.100 ettari nel municipio di Dawid Kruiper, situato nella parte settentrionale del Sudafrica. Confina con il Botswana a est e la Namibia a ovest. Copre l'intero Parco Nazionale del Kalahari Gemsbok e fa parte del Parco transfrontaliero di Kgalagadi.
È una grande distesa di dune sabbiose che contengono principalmente tracce di occupazione umana dall'età della pietra ai giorni nostri, ed è associata alla cultura dei ǂKhomani. Questo popolo, un tempo nomade, ha sviluppato strategie di sussistenza per far fronte alle condizioni ambientali estreme della regione desertica. Pertanto, hanno sviluppato competenze specifiche in termini di etnobotanica, pratiche culturali e visione del mondo relative alle caratteristiche geografiche del loro ambiente.
Il sito è stato iscritto nella lista del Patrimonio dell'umanità l'8 luglio 2017, in occasione della riunione del comitato dell'UNESCO tenutasi a Cracovia, riflettendo lo stile di vita prevalente nella regione e che ha caratterizzato il sito per migliaia di anni.